# Okla
Okla (lit. Aklė) − wieś na Litwie, w gminie rejonowej Soleczniki, 1 km na północ od Ejszyszek, zamieszkana przez 80 ludzi. Przed II wojną światową w Polsce, w powiecie lidzkim województwa nowogródzkiego.